# Nada
Nada és un film franco-italià de Claude Chabrol estrenat el 1974 i adaptació de la novel·la policíaca Nada de Jean-Patrick Manchette.

## Argument
El grup anarquista Nada decideix segrestar l'ambaixador dels Estats Units a França. En l'operació, un policia és mort i el comissari Goemond està decidit a posar tot per resoldre aquest assumpte…

## Repartiment
- Fabio Testi (Diaz)
- Maurice Garrel (Epaulard)[1]
- Mariangela Melato (Cash)[2]
- Michel Duchaussoy (Treuffais)
- Michel Aumont (Goemond)
- Didier Kaminka (Meyer)
- Lou Castel (D'Arey)
- Katia Romanoff (Anna Meyer)
- André Falcon (El ministre)
- Lyle Joyce (L'ambaixador Poindexter)
- Viviane Romance (Mme Gabrielle)
- Daniel Lecourtois (El prefecte)
- Rudy Lenoir (M. Bouillon)
- Jean-Louis Maury (El cap del gabinet)
- Charlotte Maury
- Jacques Préboist (L'automobilista)
- Marie-Jo Simenon, (prostituta), filla de l'autor liegès Georges Simenon.[3]